# For King & Country
For King & Country, door de band geschreven als for KING & COUNTRY en vroeger bekend onder de namen Joel & Luke en Austoville, is een in 2007 opgerichte Amerikaanse christelijke band. De band is opgericht in Nashville door de broers Joel en Luke Smallbone. De muziek van For King & Country kan worden gecategoriseerd als alternatieve rock en relipop (contemporary Christian music).

## Geschiedenis
De broers werden geboren in de Australische stad Sidney, maar emigreerden in de jaren 90 met hun familie naar de Verenigde Staten. Beiden waren al op jonge leeftijd actief als muzikant en achtergrondzanger bij hun oudere zus Rebecca, beter bekend onder haar artiestennaam Rebecca St. James. In 2007 begonnen ze hun eigen band. Nadat ze in 2012 hun bandnaam veranderden in For King & Country groeide hun populariteit in de VS snel. Hun debuutalbum Crave kwam binnen op plaats 2 in de christelijke muzieklijst van Billboard en bleef 26 weken in de lijst staan. De band ging op tour met Casting Crowns en Jason Castro en maakte opnames met rapper Lecrae. Ze traden op televisie onder andere op in de liveshow van Jimmy Kimmel. hun muziek werd gebruikt in de televisieseries The Vampire Diaries en Drop Dead Diva.
In Nederland stond de band in 2016 en 2018 op de EO-Jongerendag in de Gelredome.

## Discografie

### Albums
- Crave, Warner Music Group, 2012
- Run Wild. Live Free. Love Strong., Warner Music Group, 2014
- Christmas: Live from Phoenix, Word Entertainment, 2017
- Burn the Ships, Word Entertainment, 2018
- "What are we waiting for", 2022

### Ep's
- A Tale of Two Towns: The EP, 2008
- For King & Country: The EP, 2011
- Into the Silent Night: The EP, 2013

### Singles
- Busted Heart (Hold On to Me), 2011
- The Proof of Your Love, 2012
- Baby Boy, 2012
- Middle of Your Heart, 2013
- Hope Is What We Crave, 2013
- Fix My Eyes, 2014
- Shoulders, 2015
- It’s Not Over Yet, 2016
- Priceless, 2016
- Glorious, 2016
- O God Forgive Us (met KB), 2017
- Joy, 2018
- Pioneers, 2018
- God Only Knows, 2018
- Amen, 2018
- Burn the ships, 2018
- Together, 2020

## Waardering

### Grammy Awards
2015:
- Best Contemporary Christian Music Album (Run Wild. Live Free. Love Strong.)
- Best Contemporary Christian Music Performance/Song ("Messengers" samen met Lecrae)

### Dove Awards
2013:
- New Artist of the Year

2015:
- Contemporary Christian Artist of the Year
- Pop/Contemporary Album of the Year (RUN WILD. LIVE FREE. LOVE STRONG.)

2016:
- Contemporary Christian Artist of the Year

### Zilveren Duif Awards
2015:
- Beste album internationaal (RUN WILD. LIVE FREE. LOVE STRONG.)

### K-LOVE fanawards
2013:
- Breakthrough artist of the year

2015:
- Group/duo of the year
- Best live show
- Artist of the year

2016:
- Group/duo of the year
- Best live show

2017:
- Artist of the year
- Group/duo of the year
- Song of the year (Priceless)

2019:
- Group of the year
- Song of the year (God only knows)